# Hermes (Heiniö)
Hermes is een compositie van de Finse componist Mikko Heiniö.

## Geschiedenis
Heiniö schreef het werk in opdracht van balletgezelschap ERI en het Muziekfestival Turku. Heiniö is al tijden werkzaam in deze stad in zuid Finland. Heiniö houdt in zijn composities van schijnbare tegenstellingen en zo kwam hij uit op de mythologische figuur Hermes. Hermafrodiet, die tevens boodschapper van God was, maar ook begeleider van doden naar de rivier Styx. Aangezien de piano een belangrijke stem heeft in deze balletmuziek, kreeg het haar bijtitel pianoconcert nr. 6. het werk is hiermee zowel als podiumwerk als concertantewerk uit te voeren. De eerste uitvoering vond plaats in de (toen) nieuwe muziekzaal van Turku, die voornamelijk uit glas bestaat; datum was 11 augustus 1995; de uitvoerenden worden vermeld onder discografie. Ook het zevende pianoconcert Khora zou voor het dansgezelschap geschreven worden.

## Muziek

### Orkestratie
- sopraan
- piano
- violen, altviolen, celli, contrabassen.

### Delen
Het werk bestaat uit een achttal delen, die verdeeld zijn in verschillende groepen :
1. Solo, lontano
2. Entrata
3. Capriccio maestoso
4. Sereno
5. Intermezzo con fuoco
6. Contradance
7. Aria
8. Finale.

De introductie wordt verzorgd door een vocalisesopraan; zij zingt deel 1 solo vol en geldt als een uitnodiging aan het publiek naar de zaal te gaan. Deel 2 is de introductie van het strijkorkest. Het is een langzame mars, die het publiek naar hun zitplaatsen moet begeleiden. Daarbij wordt een naar de muziek vertaald motief gebruikt, waarbij zoals zo vaak het Duitse notenschift wordt gebruikt. Hermes wordt daarin vertaald naar B – E – D – E- Es (H staat voor toon B, E, D voor re, E voor mi, en Es). Deze notenreeks wordt het gehele gedeelte gebruikt. Deel 3 begint met de cadens voor de werkelijke solist, de pianist. Hiermee wordt de introductiegedeelte van het pianoconcert afgesloten.
Groep twee bestaat uit het Sereno voor ijle, stille klanken en een intermezzo. Centraal deel van het werk is groep 3 en bestaat alleen uit de contradans. Hierin zitten veel danselementen verborgen, zoals een wals, jazzmuziek en een tango. In groep vier, dat de afsluiting vormt keert de sopraan terug om het idee van concerto onder de aandacht te brengen. In de finale komt de langzame mars uit de Entrata terug om het geheel af te sluiten. Een echt finalestuk of coda ontbreekt, de muziek houdt gewoon op, als of iedereen de zaal verlaten heeft.

## Discografie
- Uitgave Ondine: Juhani Lagerspetz piano, Camilla Nylund sopraan, Ostrobotisch Kamerorkest o.l.v. Juha Kangas ; opnamen augustus 1995 in de concertzaal van het Conservatorium van Ostrobotië.

## Bron
- de compact disc
- FIMIC; Finse muziekorganisatie